# Argentina ai Giochi della XI Olimpiade
L'Argentina partecipò ai Giochi della XI Olimpiade, svoltisi a Berlino, Germania, dal 1º al 16 agosto 1936, con una delegazione di 51 atleti impegnati in otto discipline. Portabandiera alla cerimonia di apertura fu Juan Carlos Zabala, campione olimpico uscente nella maratona.

## Medagliere

### Per discipline
| Sport       | Oro | Argento | Bronzo | Totale |
| ----------- | --- | ------- | ------ | ------ |
| Pugilato    | 1   | 1       | 2      | 4      |
| Polo        | 1   | 0       | 0      | 1      |
| Nuoto       | 0   | 1       | 0      | 1      |
| Canottaggio | 0   | 0       | 1      | 1      |
| Totale      | 2   | 2       | 3      | 7      |

### Medaglie
| Medaglia | Atleta                                                      | Sport       | Evento                           |
| -------- | ----------------------------------------------------------- | ----------- | -------------------------------- |
| Oro      | Manuel Andrada Roberto Cavanagh Luis Duggan Andrés Gazzotti | Polo        |                                  |
| Oro      | Oscar Casanovas                                             | Pugilato    | Pesi piuma                       |
| Argento  | Jeanette Campbell                                           | Nuoto       | 100 metri stile libero femminili |
| Argento  | Guillermo Lovell                                            | Pugilato    | Pesi massimi                     |
| Bronzo   | Horacio Podestá Julio Curatella                             | Canottaggio | Due senza maschile               |
| Bronzo   | Raúl Villarreal                                             | Pugilato    | Pesi Medi                        |
| Bronzo   | Francisco Resiglione                                        | Pugilato    | Pesi mediomassimi                |